# Starks (Luizjana)
Starks – jednostka osadnicza w Stanach Zjednoczonych, w stanie Luizjana, w parafii Calcasieu.